# Metalaimus pumilus
Metalaimus pumilus is een rondwormensoort uit de familie van de Linhomoeidae. De wetenschappelijke naam van de soort is voor het eerst geldig gepubliceerd in 1971 door Platonova.